# Dai Davies
William David Davies, més conegut com a Dai Davies   (Glanamman, 1 d'abril de 1948 - 10 de febrer de 2021) fou un futbolista gal·lès de la dècada de 1970.
Fou 52 cops internacional amb la selecció de Gal·les. Pel que fa a clubs, defensà els colors de Everton, Wrexham (dues etapes), Tranmere Rovers i tres estades a Swansea City.